# 戈爾德巴赫河 (默訥河支流)
51°25′46.92″N 8°34′25.05″E / 51.4297000°N 8.5736250°E
戈爾德巴赫河（德語：Goldbach），是德國的河流，位於該國西部，流經北萊茵-威斯特法倫州，屬於默訥河的左支流，河道全長3.3公里，流域面積2.5平方公里。